# Santipur
Santipur é uma cidade e um município no distrito de Nadia, no estado indiano de Bengala Ocidental.

## Geografia
Santipur está localizada a 23° 15′ N, 88° 26′ L. Tem uma altitude média de 15 metros (49 pés).

## Demografia
Segundo o censo de 2001, Santipur tinha uma população de 138 195 habitantes. Os indivíduos do sexo masculino constituem 51% da população e os do sexo feminino 49%. Santipur tem uma taxa de literacia de 64%, superior à média nacional de 59,5%: a literacia no sexo masculino é de 69% e no sexo feminino é de 58%. Em Santipur, 12% da população está abaixo dos 6 anos de idade.